# Józefów Roztoczański (stacja kolejowa)
Józefów Roztoczański – stacja kolejowa we wsi Józefów Roztoczański (gmina Józefów), w województwie lubelskim, w Polsce. Znajdują się tu 2 perony.
Znajduje się tu drewniana wieża ciśnień.

## Historia
Stacja powstała w 1915 roku pod nazwą Górecko-Senderki.
W 1934 roku nazwę zmieniono na Krasnobród, w czasie okupacji Krasnobrod, zaś 29 maja 1988 roku na Józefów Roztoczański.
W 2008 roku zawieszono ruch pasażerski. W 2011 roku przywrócono połączenia sezonowe.
2 stycznia 2024 roku uruchomiono całoroczne codzienne pociągi relacji Lublin Główny – Bełżec.

## Ruch pasażerski
| Rok  | Wymiana pasażerska na dobę |
| ---- | -------------------------- |
| 2017 | 0-9                        |
| 2022 | 0-9                        |